# Mermessus dentimandibulatus
Mermessus dentimandibulatus är en spindelart som först beskrevs av Eugen von Keyserling 1886.  Mermessus dentimandibulatus ingår i släktet Mermessus och familjen täckvävarspindlar. Inga underarter finns listade i Catalogue of Life.